# Pluto
Pluto (nume de planetă minoră: 134340 Pluto) este o planetă pitică din centura Kuiper, un inel de corpuri situate dincolo de orbita lui Neptun. A fost primul obiect descoperit în centura Kuiper și rămâne cel mai mare corp cunoscut din acea zonă. După ce Pluto a fost descoperită în 1930, a fost declarată a noua planetă de la Soare. Cu toate acestea, începând cu anii 1990, statutul său de planetă a fost pus la îndoială în urma descoperirii mai multor obiecte de dimensiuni similare în centura Kuiper și discul împrăștiat, inclusiv planeta pitică Eris, care a determinat Uniunea Astronomică Internațională (IAU) în 2006 să definească în mod oficial termenul planetă — excluzându-l pe Pluto și reclasificându-l ca planetă pitică.
Pluto este al nouălea obiect ca mărime și al zecelea după greutate care orbitează direct în jurul Soarelui. Este cel mai mare obiect trans-neptunian ca volum, dar este mai puțin masiv decât Eris. Ca și alte obiecte din centura Kuiper, Pluto este făcut în principal din gheață și rocă și este relativ mic — o șesime din masa Lunii și o treime din volumul acesteia. Are o orbită moderat excentrică și înclinată, variind de la 30 până la 49 de unități astronomice (4,5 până la 7,3  miliarde de kilometri) de Soare. Prin urmare, Pluto se apropie periodic mai mult de Soare decât Neptun. Lumina de la Soare ajunge în 5,5 ore la Pluto la distanța sa medie (39,5 UA; 5,91 miliarde km).
Pluto are cinci luni cunoscute: Charon  (cel mai mare, al cărui diametru este puțin peste jumătate din cel al lui Pluto),  Styx, Nix, Kerberos și Hydra. Pluto și Charon sunt uneori considerate un sistem binar, deoarece baricentrul orbitelor lor nu se află în niciunul dintre corpuri.
Sonda spațială New Horizons a efectuat un survol al lui Pluto la 14 iulie 2015, devenind prima și, până în prezent, singura navă spațială care a făcut acest lucru. În timpul scurtului său zbor, New Horizons a făcut măsurători și observații detaliate despre Pluto și lunile sale. În septembrie 2016, astronomii au anunțat că regiunea maro-roșcat al polului nord al lui Charon este compus din toline, macromolecule organice care pot fi ingrediente pentru apariția vieții și produse din metan, azot și alte gaze eliberate din atmosfera lui Pluto și transferate la  19.000 km pe luna care o orbitează.

## Istoric

### Descoperire

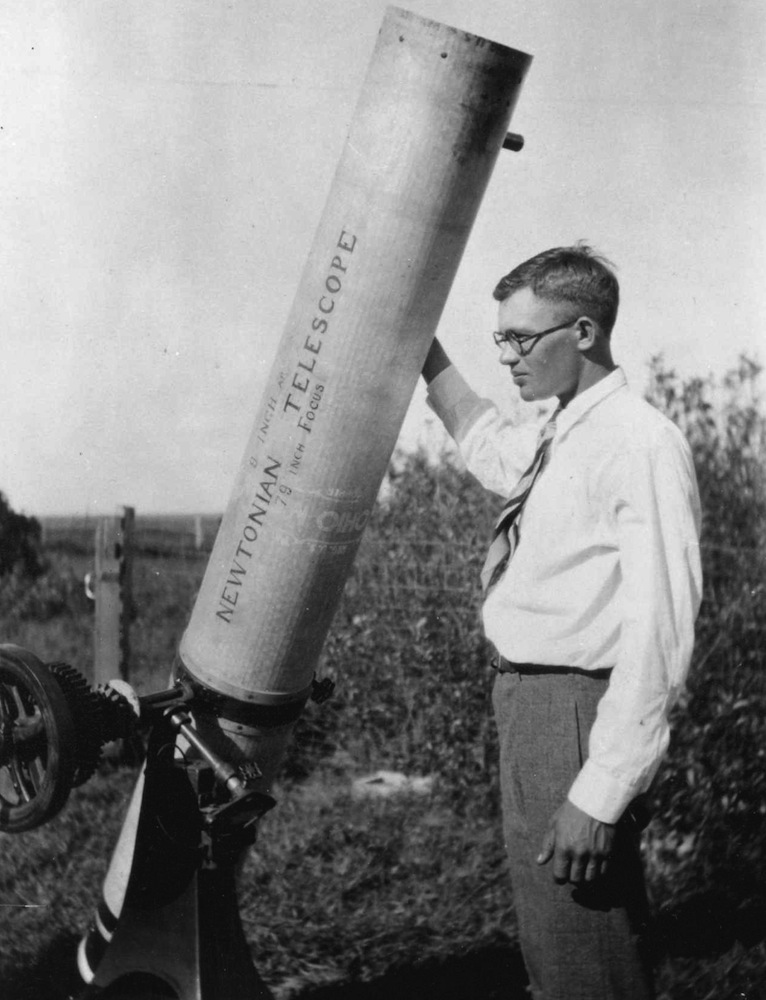
Clyde Tombaugh, descoperitorul lui Pluto

În anii 1840, Urbain Le Verrier a folosit mecanica newtoniană pentru a prezice poziția planetei Neptun, nedescoperită atunci, după ce a analizat perturbațiile de pe orbita lui Uranus. Observațiile ulterioare ale lui Neptun la sfârșitul secolului al XIX-lea i-au determinat pe astronomi să speculeze că orbita lui Uranus a fost perturbată de o altă planetă în afară de Neptun.
În 1906, Percival Lowell, un astronom american și un om de afaceri bogat care a fondat Observatorul Lowell din Flagstaff, Arizona, în 1894, a început un proiect amplu în căutarea unei posibile a noua planete, pe care a numit-o „Planeta X”. Până în 1909, Lowell și alt astronom, William H. Pickering selectaseră câteva coordonate cerești posibile pentru o astfel de planetă. Lowell a căutat planeta până la moartea sa în 1916, dar fără rezultat. Lowell n-a știut, dar observatorul său a surprins două imagini slabe ale lui Pluto la 19 martie și 7 aprilie 1915, însă nu a fost recunoascută. Mai mult, Lowell nu a fost singurul care a reușit fără să știe. Sunt cunoscute un total de 14 fotografii pre-descoperire ale lui Pluto, dintre care cea mai veche a fost făcută la Observatorul Yerkes din Wisconsin, la 20 august 1909.
Văduva lui Percival, Constance Lowell, a intrat într-o luptă juridică de zece ani cu Observatorul Lowell, contestând testamentul prin care acesta a lăsat moștenire 1 milion de dolari observatorului. Căutarea Planetei X nu a fost reluată decât în 1929. Vesto Melvin Slipher, directorul observatorului, a dat sarcina de a localiza Planeta X lui Clyde Tombaugh, un tânăr în vârstă de 23 de ani, care tocmai sosise la observator după ce Slipher fusese impresionat de o mostră din desenele sale astronomice.
Sarcina lui Tombaugh era să fotografieze în mod sistematic cerul nopții. Fotografia aceeași zonă de două ori într-un anumit interval de timp și ulterior compara imaginile pentru a determina dacă vreun obiect și-a schimbat poziția. Datorită unui dispozitiv numit comparator de clipire, a putut să se miște rapid înainte și înapoi atunci când vizualiza plăci fotografice, pentru a crea iluzia de mișcare a oricăror obiecte care și-au schimbat poziția sau aspectul între fotografii. La 18 februarie 1930, după aproape un an de căutări, Tombaugh a descoperit un posibil obiect în mișcare pe plăci fotografice făcute pe 23 și 29 ianuarie. O fotografie de calitate mai mică făcută pe 21 ianuarie a ajutat la confirmarea mișcării. După ce observatorul a obținut alte fotografii de confirmare, vestea descoperirii a fost telegrafată Observatorului Colegiului Harvard la 13 martie 1930.
Pluto nu a finalizat încă o orbită completă a Soarelui de la descoperirea sa, deoarece un an plutonian are o lungime de 247,68 ani.

### Nume

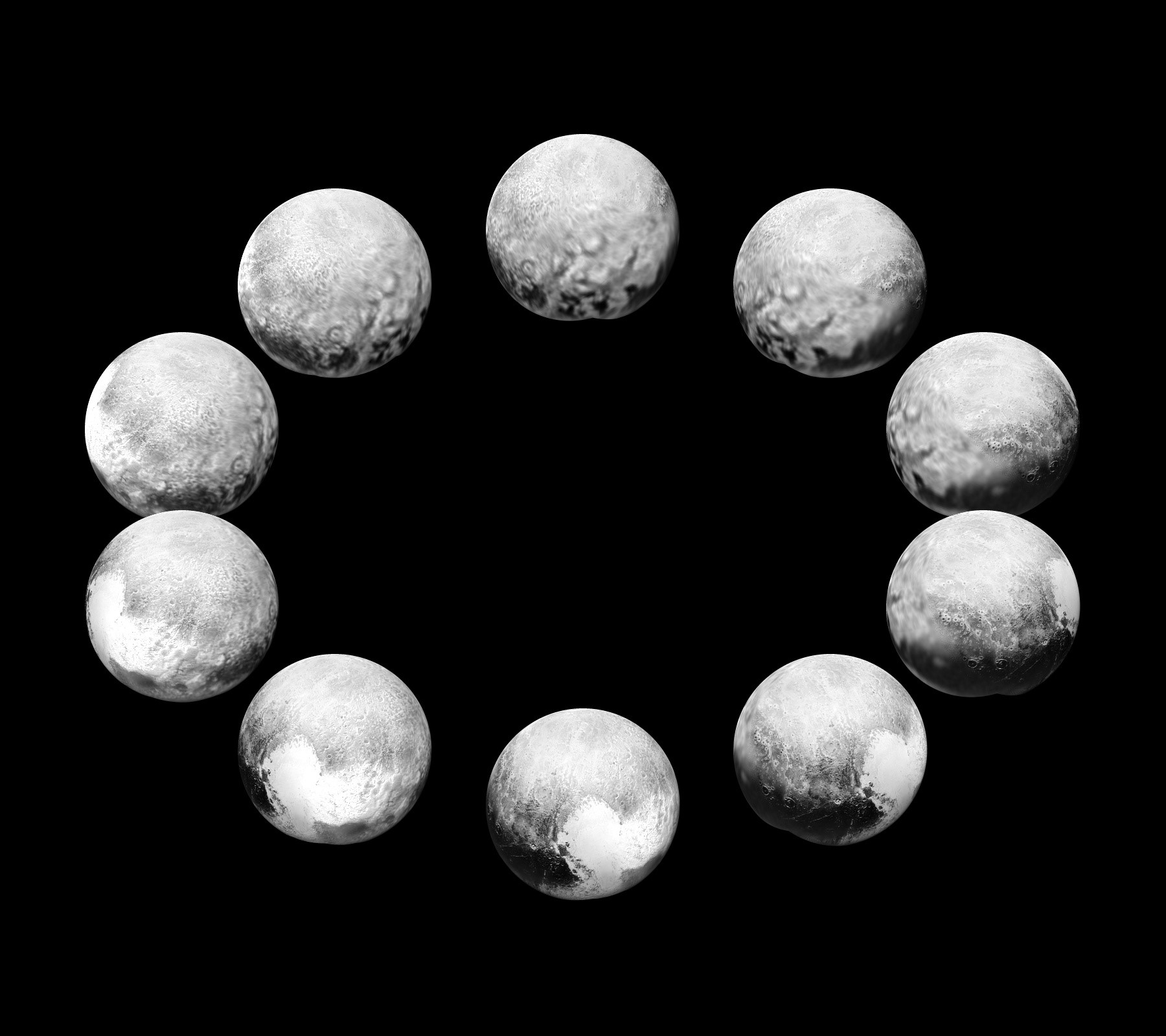
Mozaic de imagini cu cea mai bună rezoluție ale lui Pluto din diferite unghiuri

Descoperirea a avut un impact uriaș în întreaga lume. Observatorul Lowell, care avea dreptul de a denumi noul obiect, a primit peste 1.000 de sugestii din întreaga lume, de la Atlas la Zymal. Tombaugh l-a îndemnat pe Slipher să sugereze rapid un nume pentru noul obiect înainte ca altcineva să o facă. Constance Lowell a propus Zeus, apoi Percival și în cele din urmă Constance. Aceste sugestii au fost ignorate.
Numele Pluto, după zeul grec/roman al lumii subterane, a fost propus de Venetia Burney (1918–2009), o elevă de unsprezece ani din Oxford, Anglia, care era interesată de mitologia clasică. Ea a sugerat denumirea într-o conversație cu bunicul ei Falconer Madan, un fost bibliotecar la Biblioteca Bodleian a Universității din Oxford, care a spus apoi numele profesorului de astronomie Herbert Hall Turner, care la rândul săi l-a transmis prin cablu colegilor din Statele Unite.
Fiecărui membru al Observatorului Lowell i sa permis să voteze pe o listă scurtă de trei nume potențiale: Minerva (care era deja numele unui asteroid), Cronus (care și-a pierdut reputația fiind propusă de nepopularul astronom Thomas Jefferson Jackson See) și Pluto. Pluto a primit un vot unanim. Numele a fost publicat la 1 mai 1930. După anunț, Venetia a primit 5 lire sterline (echivalentula 300 lire sterline sau 450 dolari în 2014) drept recompensă.
Alegerea finală a numelui a fost ajutată în parte de faptul că primele două litere ale lui Pluto sunt inițialele lui Percival Lowell. Simbolul planetar al lui Pluto ( Unicode U+2647: ♇) a fost creat apoi ca monogramă a literelor „PL”, deși este rar folosit în astronomie astăzi. De exemplu, ⟨♇⟩ apare într-un tabel al planetelor identificate prin simbolurile lor într-un articol din 2004 scris înainte de definiția IAU din 2006, dar nu într-un grafic al planetelor, planetelor pitice și lunilor din 2016, unde doar cele opt Planetele IAU sunt identificate prin simbolurile lor. (Simbolurile planetare în general sunt mai puțin frecvente în astronomie și sunt descurajate de IAU.) Monograma ♇ este folosită și în astrologie, dar cel mai comun simbol astrologic pentru Pluto, cel puțin în sursele în limba engleză, este un glob peste bidentul lui Pluto (, Unicode U+2BD3: ⯓). Simbolul bident a cunoscut o anumită utilizare astronomică, de asemenea, de la decizia IAU privind planetele pitice, de exemplu într-un afiș de educație publică despre planetele pitice publicat de misiunea NASA/JPL Dawn în 2015, în care fiecare dintre cele cinci planete pitice anunțate de IAU primește un simbol. În plus, există câteva alte simboluri pentru Pluto găsite în sursele astrologice europene, inclusiv trei acceptate de Unicode:  , U+2BD4 ⯔; , U+2BD5 ⯕, folosit în astrologia uraniană și, de asemenea, pentru luna lui Pluto Charon; și /, U+2BD6 ⯖, găsit în diverse orientări, arătând orbita lui Pluto care o întretaie pe cea a lui Neptun.
Numele „Pluto” a devenit curând popular. În 1930, Walt Disney l-a denumit Pluto pe prietenul canin al lui Mickey Mouse. În 1941, Glenn T. Seaborg a numit elementul nou creat plutoniu după Pluto, în conformitate cu tradiția de a numi elemente după planetele nou descoperite, după uraniu, care a fost numit după Uranus, și neptuniu, care a fost numit după Neptun.

## Orbită

Animație a orbitei lui Pluto din 1900 până în 2100
Soarele·
Saturn·
Uranus·
Neptun·
Pluto

Perioada orbitală a lui Pluto este de aproximativ 248 de ani. Caracteristicile sale orbitale sunt substanțial diferite de cele ale planetelor care urmează orbite aproape circulare în jurul Soarelui, aproape de un plan de referință plat numit ecliptică. În schimb, orbita lui Pluto este moderat înclinată față de ecliptică (peste 17°) și moderat excentrică (eliptică). Această excentricitate înseamnă că o mică regiune a orbitei lui Pluto se află mai aproape de Soare decât cea a lui Neptun. Baricentrul Pluto-Charon a ajuns la periheliu la 5 septembrie 1989  și a fost ultima dată mai aproape de Soare decât Neptun între 7 februarie 1979 și 11 februarie 1999.
Deși rezonanța 3:2 cu Neptun (vezi mai jos) este menținută, înclinația și excentricitatea lui Pluto se comportă într-o manieră haotică. Simulările computerizate pot fi folosite pentru a prezice poziția sa timp de câteva milioane de ani (atât înainte, cât și înapoi în timp), dar după intervale mult mai lungi decât durata lui Liapunov de 10-20 de milioane de ani, calculele devin nesigure: Pluto este sensibil la detalii nemăsurat de mici ale Sistemul Solar, factori greu de prezis care vor schimba treptat poziția lui Pluto pe orbita sa.
Axa semimajoră a orbitei lui Pluto variază între aproximativ 39,3 și 39,6 AU cu o perioadă de aproximativ 19.951 de ani, corespunzând unei perioade orbitale variind între 246 și 249 de ani. 

### Relația cu Neptun
În ciuda faptului că orbita lui Pluto pare să o traverseze pe cea a lui Neptun când este privită direct de sus, orbitele celor două obiecte nu se intersectează. Când Pluto este cel mai aproape de Soare și aproape de orbita lui Neptun, văzută de sus, este și cel mai îndepărtat deasupra orbitei lui Neptun. Orbita lui Pluto trece cu aproximativ 8 AU (~1,2 miliarde km) peste cea a lui Neptun, prevenind o coliziune.
Numai acest lucru nu este suficient pentru a-l proteja pe Pluto; perturbațiile planetelor (în special Neptun) ar putea modifica orbita lui Pluto (cum ar fi precesia sa orbitală) de-a lungul a milioane de ani, astfel încât o coliziune ar putea fi posibilă. Cu toate acestea, Pluto este protejat și de rezonanța sa orbitală 2:3 cu Neptun: la fiecare două orbite pe care Pluto le face în jurul Soarelui, Neptun face trei. Fiecare ciclu durează aproximativ 495 de ani. Acest tipar este de așa natură încât, în fiecare ciclu de 495 de ani, prima dată când Pluto este aproape de periheliu, Neptun este la peste 50° în spatele lui Pluto. Până la al doilea periheliu al lui Pluto, Neptun va fi finalizat încă o orbită și jumătate din propriile sale orbite și, astfel, va fi cu aproape 130° în fața lui Pluto. Separarea minimă a lui Pluto și Neptun este de peste 17 AU, ceea ce este mai mare decât separarea minimă a lui Pluto de Uranus (11 AU). Separarea minimă dintre Pluto și Neptun are loc de fapt aproape de momentul afeliului lui Pluto.
Rezonanța 2:3 dintre cele două corpuri este foarte stabilă și a fost păstrată de milioane de ani. Acest lucru împiedică schimbarea orbitelor una față de alta, astfel încât cele două corpuri nu pot trece niciodată unul lângă celălalt. Chiar dacă orbita lui Pluto nu ar fi înclinată, cele două corpuri nu s-ar putea ciocni niciodată. Stabilitatea pe termen lung a rezonanței mișcării medii se datorează protecției de fază. Când perioada lui Pluto este puțin mai scurtă decât 3/2 din cea a lui Neptun, orbita sa în raport cu Neptun se va deplasa, făcându-l să se apropie în spatele orbitei lui Neptun. Atracția gravitațională dintre cele două cauzează apoi un moment cinetic pentru a fi transferat la Pluto, pe cheltuiala lui Neptun. Acest lucru îl mută pe Pluto pe o orbită puțin mai mare, unde se deplasează puțin mai încet, conform celei de-a treia legi a lui Kepler. După multe astfel de repetiții, Pluto este suficient de încetinit încât orbita sa în raport cu Neptun se deplasează în direcția opusă până când procesul este inversat. Întregul proces durează aproximativ 20.000 de ani.

### Cvasisatelit
În 2012 s-a emis ipoteza că 15810 Arawn ar putea fi un cvasisatelit al lui Pluto, un tip specific de configurație co-orbitală. Conform ipotezei, obiectul ar fi un cvasatelit al lui Pluto pentru aproximativ 350.000 de ani din fiecare perioadă de două milioane de ani. Măsurătorile făcute de sonda spațială New Horizons în 2015 au făcut posibilă calcularea mai precisă a orbitei lui Arawn. Aceste calcule confirmă dinamica generală descrisă în ipoteză. Cu toate acestea, nu există un acord între astronomi dacă Arawn ar trebui să fie clasificat ca un cvasatelit al lui Pluto pe baza acestei mișcări, deoarece orbita sa este controlată în primul rând de Neptun, cu perturbări ocazionale mai mici cauzate de Pluto.

## Perioada de rotație
Perioada de rotație a lui Pluto, ziua sa, este egală cu 6,387 zile terestre. La fel ca Uranus, Pluto se rotește „în lateral” față de planul său orbital, cu o înclinare axială de 120°, deci variația dintre anotimpurile sale este extremă; la solstițiile sale, un sfert din suprafața sa este în lumină continuă, în timp ce o altă pătrime este în întuneric continuu.
Motivul acestei orientări neobișnuite a fost dezbătut. Universitatea din Arizona a sugerat că se poate datora modului în care rotirea unui corp se va ajusta întotdeauna pentru a minimiza energia. Potrivit unei lucrări publicate de Universitatea din Arizona, acest lucru ar putea fi cauzat de acumularea de mase de azot înghețat în zonele umbrite ale planetei pitice. Aceste mase ar determina corpul să se reorienteze, ducând la o înclinare axială neobișnuită de 120°. Acumularea de azot se datorează distanței mari a lui Pluto față de Soare. La ecuator, temperaturile pot scădea la -240 °C, determinând azotul să înghețe, așa cum apa ar îngheța pe Pământ. Același efect observat pe Pluto ar fi observat și pe Pământ dacă calota de gheață antarctică ar fi de câteva ori mai mare.

## Geologie

### Suprafață

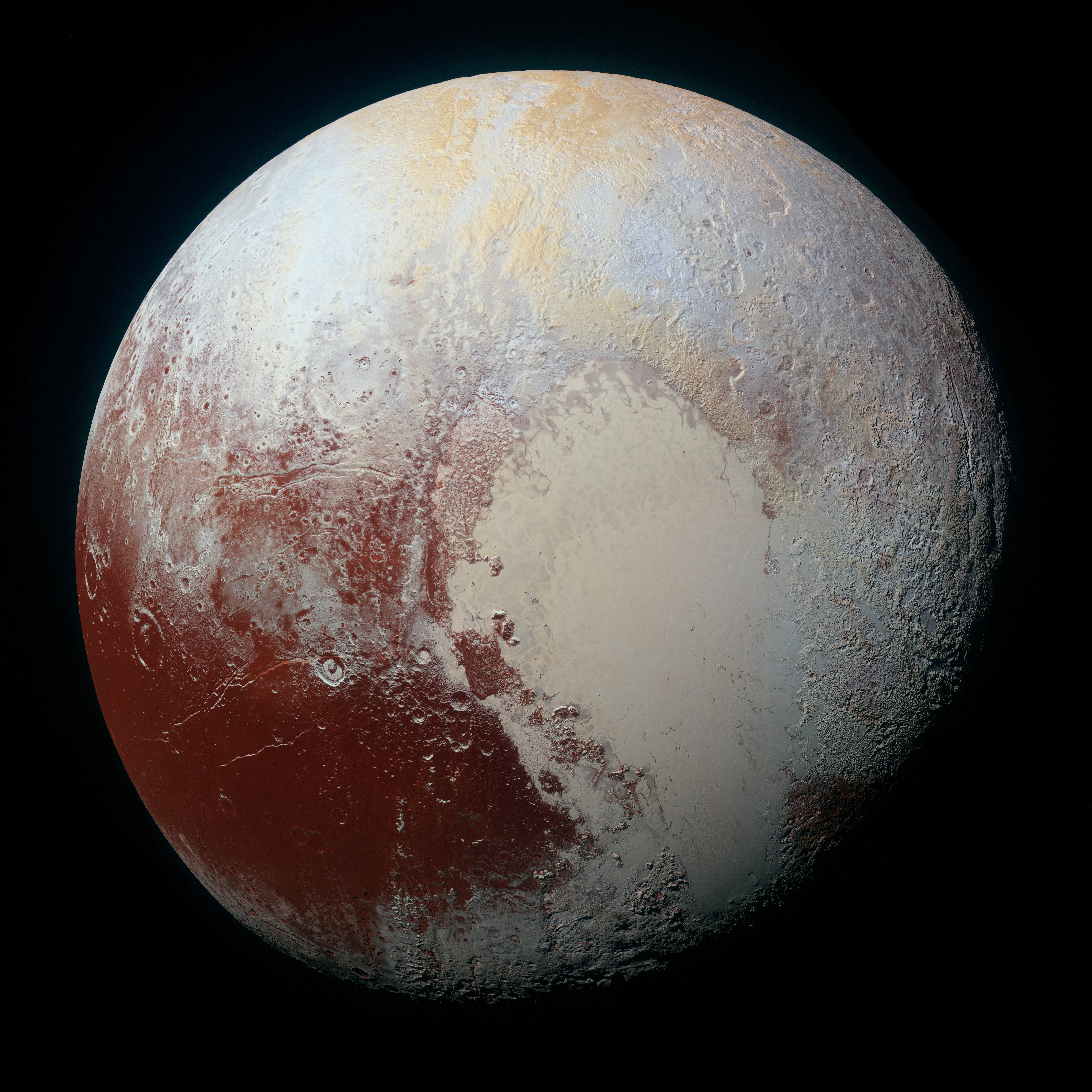
Imagine de înaltă rezoluție făcută de New Horizons în culori îmbunătățite pentru a scoate în evidență diferențele în compoziția suprafeței

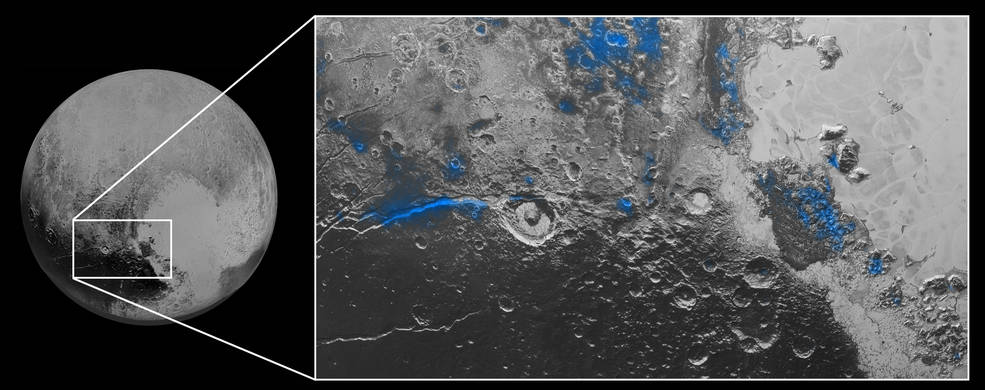
Regiunile în care a fost detectată gheață de apă (regiuni albastre)

Câmpiile de pe suprafața lui Pluto sunt formate din peste 98% gheață cu azot și urme de metan și monoxid de carbon. Azotul și monoxidul de carbon sunt mai abundente în emisfera opusă celei spre Charon, în jurul Sputnik Planitia, în Tombaugh Regio, în timp ce metanul este mai concentrat în apropiere de longitudinea 300° E. Munții, în schimb, sunt formați din apă înghețată.
Imaginile New Horizons au confirmat că suprafața lui Pluto este foarte diversă și are zone cu diferențe mari de luminozitate și culoare, un contrast care o face similară cu luna Iapetus a lui Saturn. Culoarea suprafeței variază de la negru cărbune la portocaliu închis și alb. Culoarea lui Pluto este mai asemănătoare cu cea a lui Io, cu puțin mai mult portocaliu și semnificativ mai puțin roșu decât Marte. Caracteristicile geografice notabile ale suprafeței sunt Tombaugh Regio sau „Inima” (o zonă mare luminoasă pe partea opusă lui Charon), Cthulhu Macula sau „Balena” (o zonă mare întunecată) și Brass Knuckles (o serie de zone întunecate între  „inima” și coada „balenei”).
Sputnik Planitia, situat în lobul vestic al „Inimii”, este un bazin de 1.000 km lățime compus din azot și monoxid de carbon înghețat, împărțit în celule poligonale prezentând semne evidente a fluxurilor glaciare atât în interiorul cât și în exteriorul bazinului. Nu are cratere care să fi fost vizibile pentru New Horizons, ceea ce indică faptul că suprafața sa are mai puțin de 10 milioane de ani. Ultimele studii au arătat că suprafața are o vârstă de 180000+90000
−40000 ani. Echipa științifică New Horizons a declarat că „Pluto prezintă o varietate surprinzător de mare de forme de relief geologice, inclusiv cele rezultate din fenomene glaciologice, tectonice, interacțiuni suprafață-atmosferă, impacturi, posibile procese criovulcanice și mișcări de masă”.
În partea de vest a Sputnik Planitia există zone de dune transversale formate de vânturile care bat din centrul bazinului spre munții din jur. Lungimea dunelor este cuprinsă între 0,4-1 km și probabil sunt formate din particule de metan de dimensiunea de 200-300 μm.

### Structura internă
- Crustă din gheață de apă
- ocean de apă lichidă
- nucleu de silicați

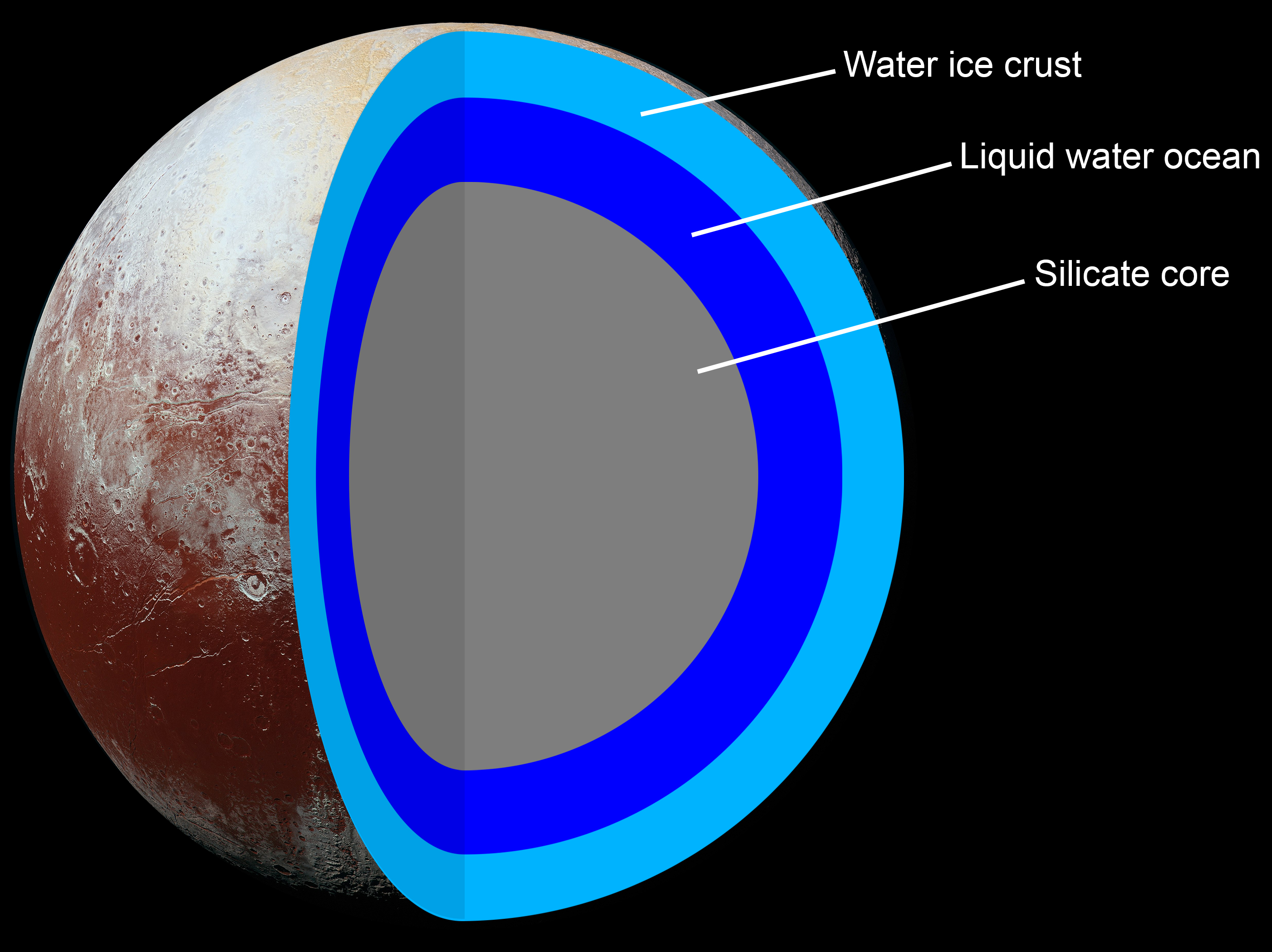
Modelul structurii interne a lui Pluto
- Crustă din gheață de apă
- ocean de apă lichidă
- nucleu de silicați

Observațiile efectuate prin telescopul spațial Hubble au estimat că densitatea lui Pluto este între 1,8 și 2,1 g/cm³, în timp ce cu datele de la New Horizons au oferit o estimare mai precisă de 1,860 ± 0,013 g/cm³. Deoarece dezintegrarea elementelor radioactive ar încălzi în cele din urmă gheața suficient pentru ca roca să se separe de ele, oamenii de știință se așteaptă ca structura internă a lui Pluto să fie diferențiată, cu material stâncos adunat într-un nucleu dens înconjurat de o manta de gheață de apă. Estimarea pre–New Horizons pentru diametrul nucleului este de 1700 km, 70% din diametrul lui Pluto. Pluto nu are câmp magnetic.
Unii cercetători de la Universitatea din California susțin că Pluto ar putea găzdui un ocean lichid de 100–180 km grosime sub calota de gheață. În septembrie 2016, oamenii de știință de la Universitatea Brown au simulat impactul despre care se crede că ar fi format Sputnik Planitia și au arătat că ar fi putut fi rezultatul unei revărsări de apă lichidă de dedesubt după ciocnire, ceea ce implică existența un ocean subteran de cel puțin 100 km adâncime. În iunie 2020, astronomii au raportat dovezi că Pluto ar fi putut avea un ocean subteran și, în consecință, ar fi putut fi locuit, atunci când s-a format pentru prima dată. În martie 2022 au ajuns la concluzia că vârfurile de pe Pluto sunt de fapt o fuziune a „vulcanilor de gheață”, sugerând o sursă de căldură la niveluri care nu se credeau anterior posibile.

## Masă și dimensiune

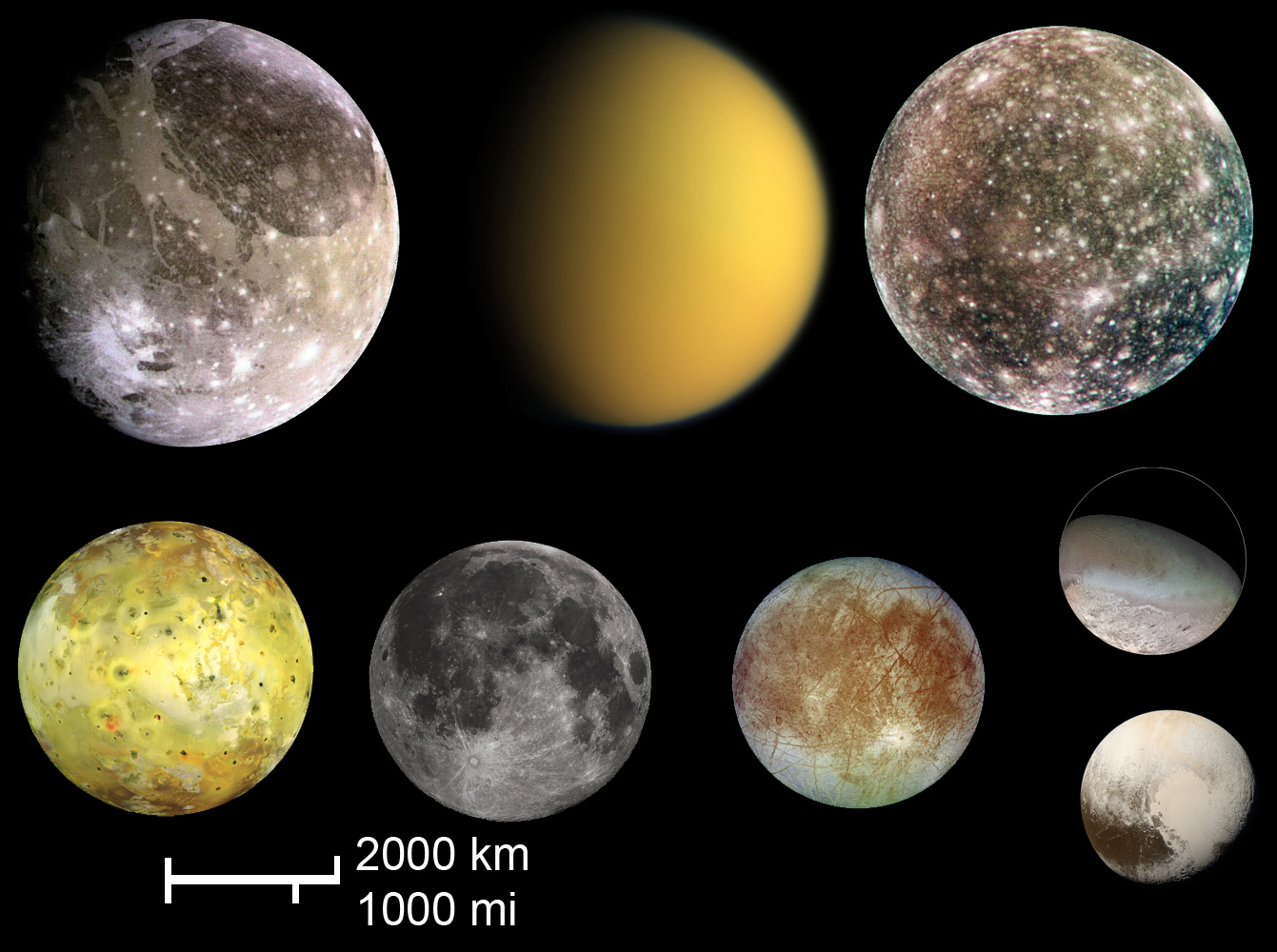
Pluto (dreapta jos) în comparație cu cei mai mari sateliți din Sistemul Solar (de la stânga la dreapta și de sus în jos): Ganimede, Titan, Callisto, Io, Luna, Europa și Triton

Diametrul lui Pluto este de 2376.6±3.2 km iar masa sa este (1.303±0.003)×1022 kg, 17,7% din cea a Lunii (0,22% din cea a Pământului). Suprafața sa este de 1.664794×107 km2, sau aproximativ aceeași suprafață ca Rusia. Gravitația la suprafață este de 0,063 g (comparativ cu 1 g pentru Pământ și 0,17 g pentru Lună).
Descoperirea satelitului Charon al lui Pluto în 1978 a permis determinarea masei sistemului Pluto-Charon prin aplicarea formulării lui Newton a celei de-a treia legi a lui Kepler. Observațiile lui Pluto în ocultație cu Charon le-au permis oamenilor de știință să stabilească diametrul lui Pluto cu mai multă precizie, în timp ce invenția opticii adaptive le-a permis să-i determine forma cu mai multă acuratețe.
Cu mai puțin de 0,2 mase lunare, Pluto este mult mai puțin masiv decât planetele terestre și, de asemenea, mai puțin masiv decât șapte sateliți naturali:  Ganymede, Titan, Callisto, Io, Luna, Europa și Triton. Masa este mult mai mică decât se credea înainte de descoperirea lui Charon.
Pluto are un diametru de peste două ori mai mare decât planeta pitică Ceres, cel mai mare asteroid din centura de asteroizi și de douăsprezece ori masa sa. Este mai puțin masivă decât planeta pitică Eris, un obiect trans-neptunian descoperit în 2005, deși Pluto are un diametru mai mare de 2376,6 km  în comparație cu diametrul aproximativ al lui Eris de 2326 km.
Determinările dimensiunii lui Pluto au fost complicate de atmosfera sa și de ceața hidrocarburilor. În martie 2014, Lellouch, de Bergh și alții, au publicat descoperiri cu privire la rapoartele de amestecare a metanului în atmosfera lui Pluto, în concordanță cu un diametru plutonian mai mare de 2360 km, cu „cea mai bună estimare” de 2368 km. La 13 iulie 2015, imaginile din misiunea New Horizons a NASA împreună cu datele de la celelalte instrumente, au determinat diametrul lui Pluto la 2.370 km, care a fost revizuit ulterior la 2.372 km și mai târziu la 2.374 ± 8 km. Folosind datele de ocultare radio de la instrumentul Radio Science Experiment (REX) de pe New Horizons, diametrul s-a dovedit a fi 2.376,6 ± 3,2 km.
| An   | Rază      | Note                                                  |
| ---- | --------- | ----------------------------------------------------- |
| 1993 | 1195 km   | Millis, et al. (dacă nu există ceață)                 |
| 1993 | 1180 km   | Millis, et al. (suprafață și ceață)                   |
| 1994 | 1164 km   | Young & Binzel                                        |
| 2006 | 1153 km   | Buie, et al.                                          |
| 2007 | 1161 km   | Young, Young, & Buie                                  |
| 2011 | 1180 km   | Zalucha, et al.                                       |
| 2014 | 1184 km   | Lellouch, et al.                                      |
| 2015 | 1187 km   | Măsurătoare New Horizons (din date optice)            |
| 2017 | 1188.3 km | Măsurătoare New Horizons (din date de ocultare radio) |

## Atmosferă

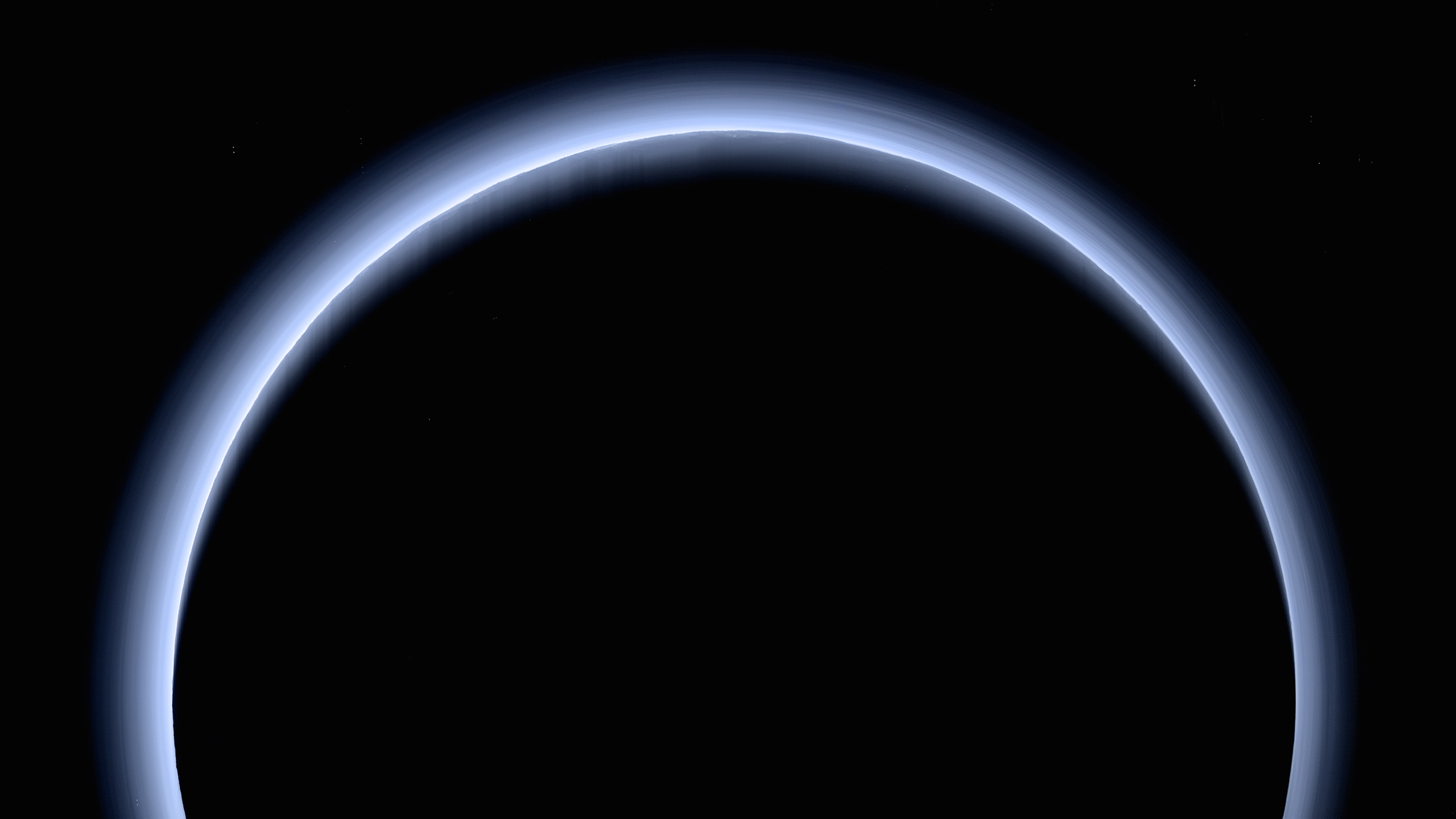
O imagine aproape de culoare reală realizată de soda spațială New Horizons. Numeroase straturi de ceață albastră plutesc în atmosfera lui Pluto.

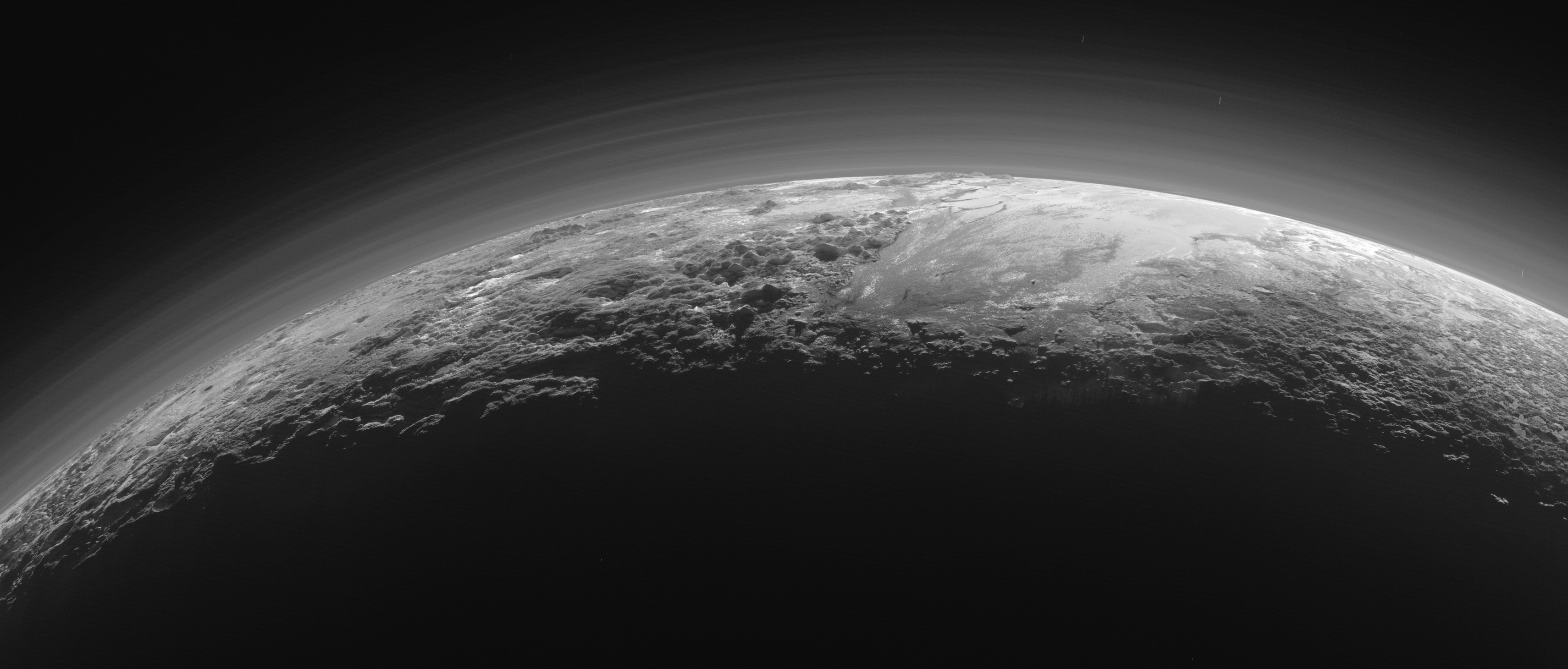
Imagine făcută de New Horizons de la 18.000 km distanță: sunt vizibile câteva straturi de ceață în atmosferă.

Pluto are o atmosferă slabă constând din azot (N2), metan (CH4) și monoxid de carbon (CO), care sunt derivate din gheața acestor substanțe de la suprafață. Conform măsurătorilor făcute de New Horizons, presiunea la suprafață este de aproximativ 1 Pa (10 μbar), de aproximativ un milion până la 100.000 de ori mai mică decât presiunea atmosferică a Pământului. Inițial s-a crezut că, pe măsură ce Pluto se îndepărtează de Soare, atmosfera sa ar trebui să înghețe treptat la suprafață; studii ale datelor New Horizons și ocultările de la sol arată că densitatea atmosferică a lui Pluto crește și că probabil rămâne gazoasă pe toată orbita lui Pluto.
Observațiile New Horizons au arătat că evadarea atmosferică a azotului este de 10.000 de ori mai mică decât se aștepta. S-a susținut că chiar în condițiile unei mici creșteri a temperaturii suprafeței lui Pluto poate duce la creșteri exponențiale ale densității atmosferice a planetei, de la 18 hPa până la 280 hPa (de trei ori mai mare decât pe Marte până la un sfert față de cea de pe Pământul). La astfel de densități, azotul ar putea curge pe suprafață ca lichid. La fel cum transpirația răcește corpul pe măsură ce se evaporă de pe piele, sublimarea atmosferei lui Pluto îi răcește suprafața. Pluto nu are troposferă sau nu are aproape deloc; observațiile efectuate de New Horizons sugerează doar un strat  troposferic subțire. Grosimea sa la locul măsurării a fost de 4 km, iar temperatura a fost de 37±3 K. Stratul nu este continuu.
În iulie 2019, o ocultare a lui Pluto a arătat că presiunea sa atmosferică, împotriva așteptărilor, a scăzut cu 20% din 2016. În 2021, astronomii de la Southwest Research Institute au confirmat rezultatul folosind date dintr-o ocultație din 2018, care a arătat că lumină apărea mai puțin treptat din spatele discului lui Pluto, indicând o atmosferă subțire.
Prezența metanului, un gaz cu efect de seră puternic, în atmosfera lui Pluto creează o inversare a temperaturii, cu temperatura medie a atmosferei sale cu zeci de grade mai caldă decât suprafața sa, deși observațiile efectuate de New Horizons au arătat că atmosfera superioară a lui Pluto este mult mai rece decât era de așteptat (70 K, spre deosebire de aproximativ 100 K). Atmosfera lui Pluto este împărțită în aproximativ 20 de straturi de ceață, distanțate în mod regulat, de până la 150 km înălțime, considerat a fi rezultatul undelor de presiune create de fluxul de aer peste munții lui Pluto.

## Sateliți

O vedere oblică a sistemului Pluto-Charon care arată că Pluto orbitează un punct în afara lui. Cele două corpuri sunt blocate reciproc.

Pluto are cinci sateliți naturali cunoscuți. Cel mai apropiat de Pluto este Charon. Identificat pentru prima dată în 1978 de astronomul James Christy, Charon este singura lună a lui Pluto care ar putea fi în echilibru hidrostatic. Masa lui Charon este suficientă pentru ca baricentrul sistemului Pluto-Charon să fie în afara lui Pluto. Dincolo de Charon există patru luni circumbinare mult mai mici. În ordinea distanței față de Pluto, acestea sunt: Styx, Nix, Kerberos și Hydra. Nix și Hydra au fost descoperite în 2005, Kerberos a fost descoperit în 2011, și Styx a fost descoperit în 2012. Orbitele sateliților sunt circulare (excentricitate < 0,006) și coplanare cu ecuatorul lui Pluto (înclinație < 1°), și, prin urmare, sunt înclinate cu aproximativ 120° față de orbita lui Pluto. Sistemul plutonian este foarte compact: cei cinci sateliți cunoscuți orbitează în interiorul a 3% din regiunea în care orbitele prograde ar fi stabile.
Perioadele orbitale ale tuturor lunilor lui Pluto sunt legate într-un sistem de rezonanțe orbitale și rezonanțe apropiate. Când se ia în considerare precesia, perioadele orbitale ale Styx, Nix și Hydra sunt într-un raport exact de 18:22:33. Există o succesiune de rapoarte aproximative, 3:4:5:6, între perioadele Styx, Nix, Kerberos și Hydra cu cea a lui Charon; rapoartele devin mai aproape de a fi exacte cu cât sunt mai departe lunile.
Sistemul Pluto-Charon este unul dintre puținele din Sistemul Solar al cărui baricentru se află în afara corpului primar; sistemul Patroclus–Menoetius este un exemplu mai mic, iar sistemul Soare–Jupiter este singurul mai mare. Asemănarea în dimensiune a lui Charon și Pluto i-a determinat pe unii astronomi să o numească o planetă pitică dublă. Sistemul este, de asemenea, neobișnuit între sistemele planetare, prin aceea că Pluto și Charon au întotdeauna aceeași emisferă față în față. Perioada de rotație a fiecărui corp este egală cu timpul necesar întregului sistem să se rotească în jurul baricentrului său.
În 2007, observațiile Observatorului Gemeni privind pete de hidrați de amoniac și cristale de apă de pe suprafața lui Charon au sugerat prezența crio-geizerelor active.
Se presupune că lunile lui Pluto s-au format dintr-o coliziune între Pluto și un corp de dimensiuni similare, la începutul istoriei Sistemului Solar. Ciocnirea a eliberat material care s-a consolidat în lunile din jurul lui Pluto.

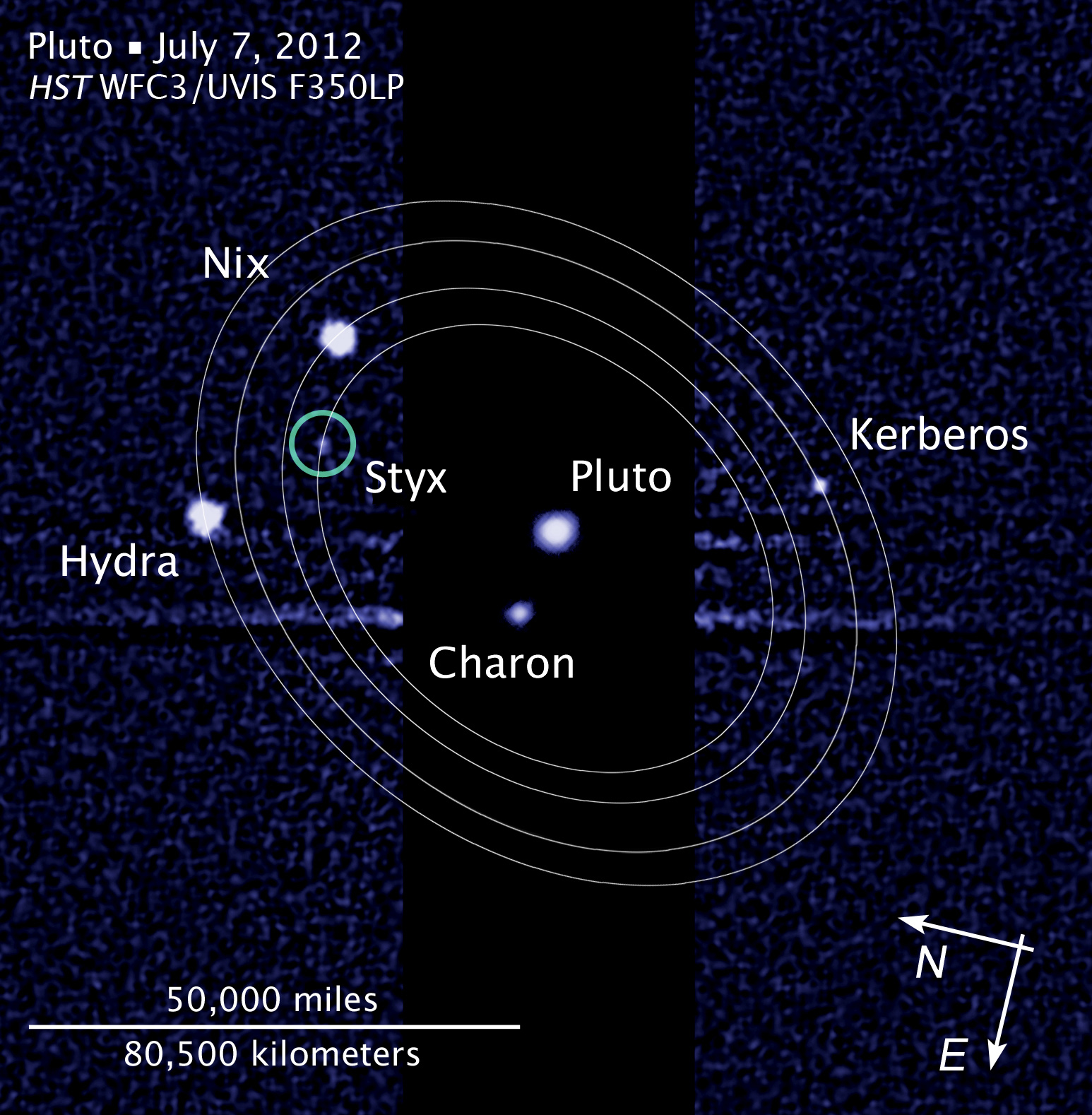
Sistemul Pluto: Pluto, Charon, Styx, Nix, Kerberos și Hydra, fotografiat de Telescopul Spațial Hubble în iulie 2012.
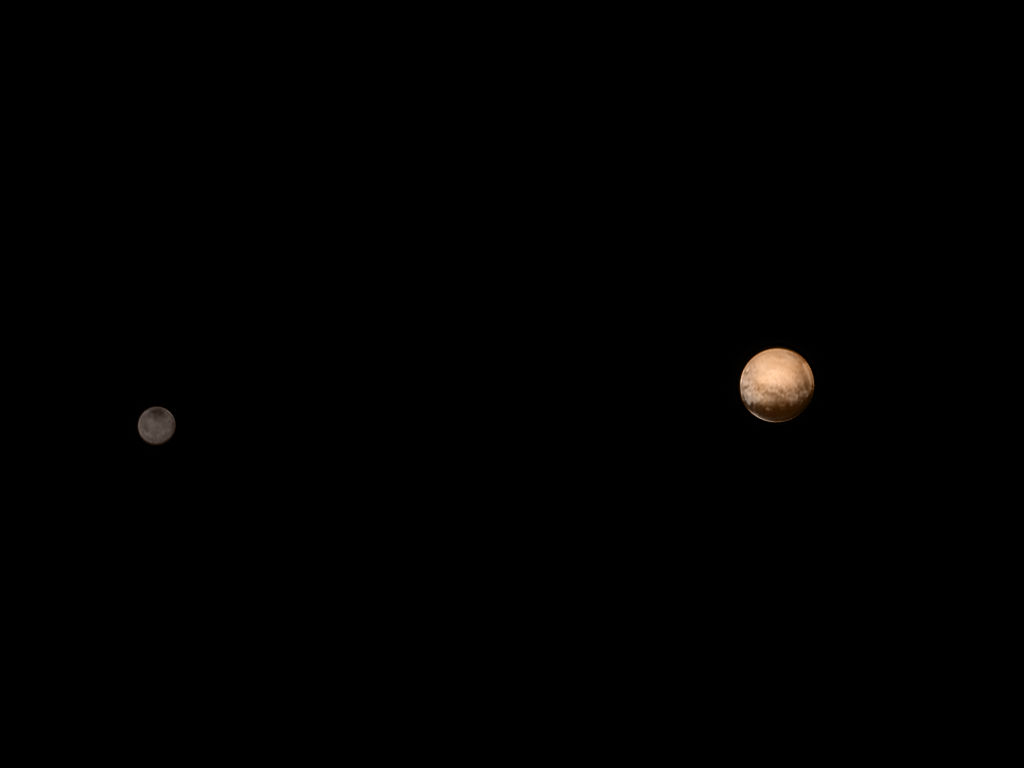
Pluto și Charon, la scară. Imagine făcută de New Horizons la 8 iulie 2015.
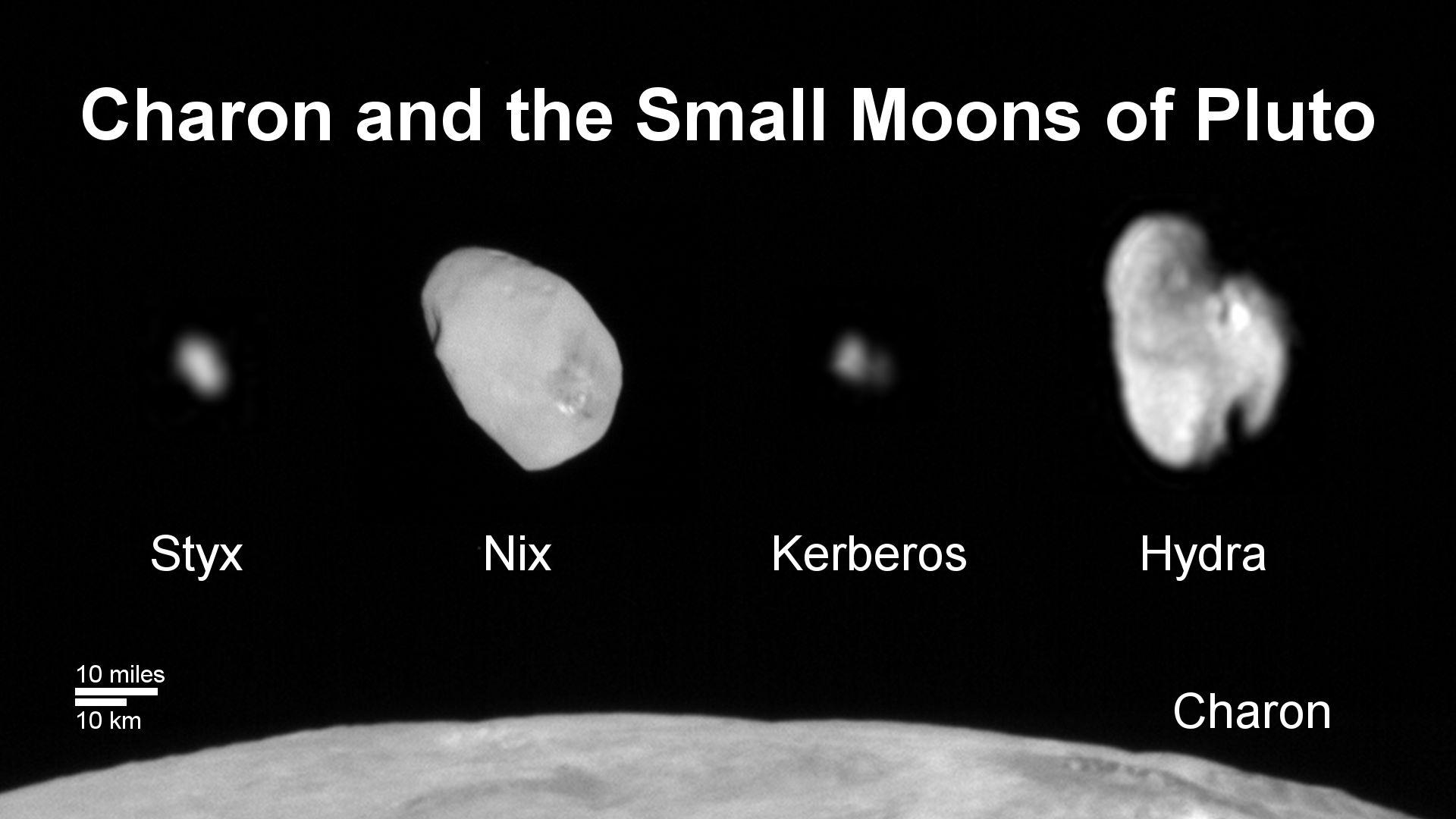
Portret de familie al celor cinci luni ale lui Pluto, la scară.
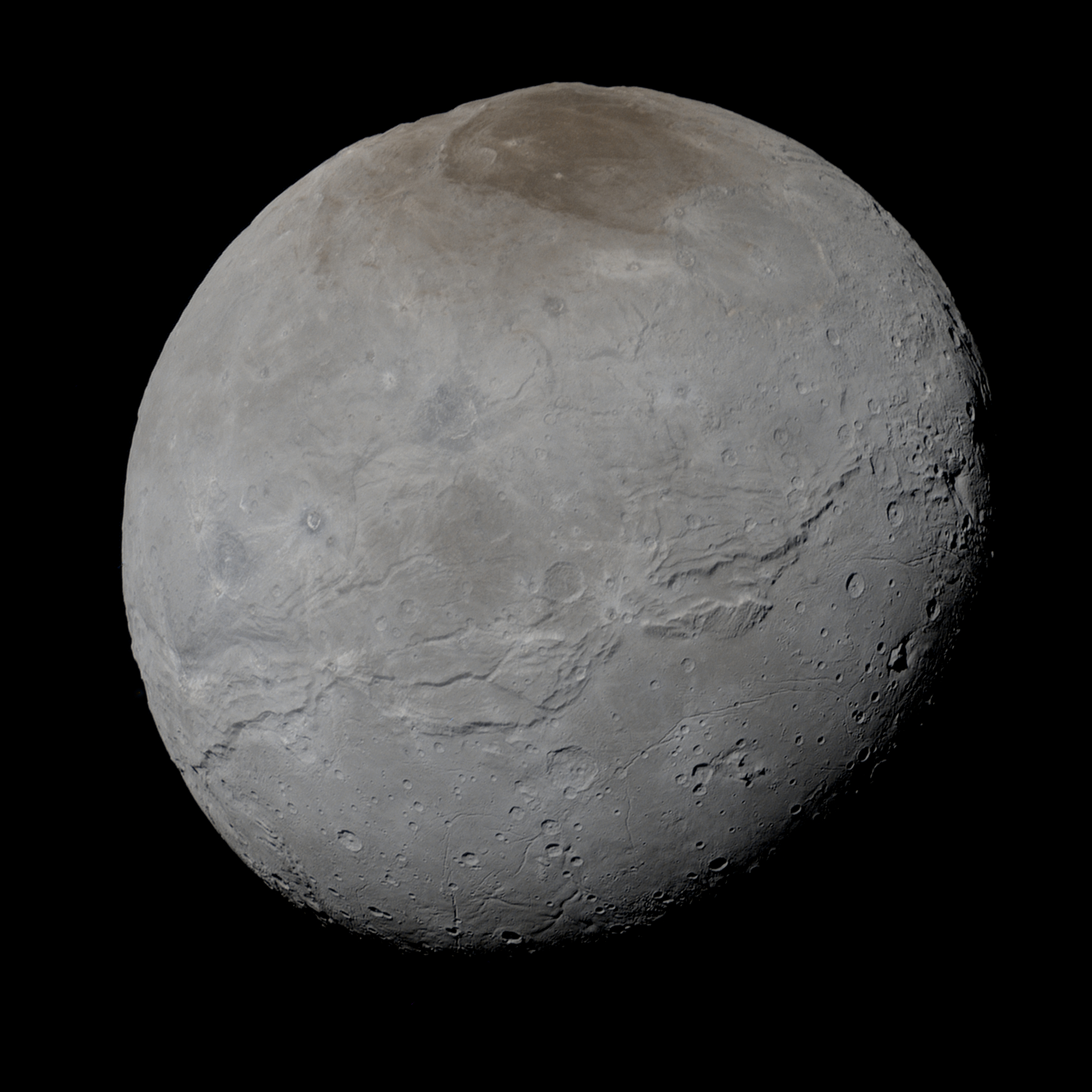
Luna lui Pluto, Charon, văzută de New Horizons la 13 iulie 2015

## Teoria originii lui Pluto

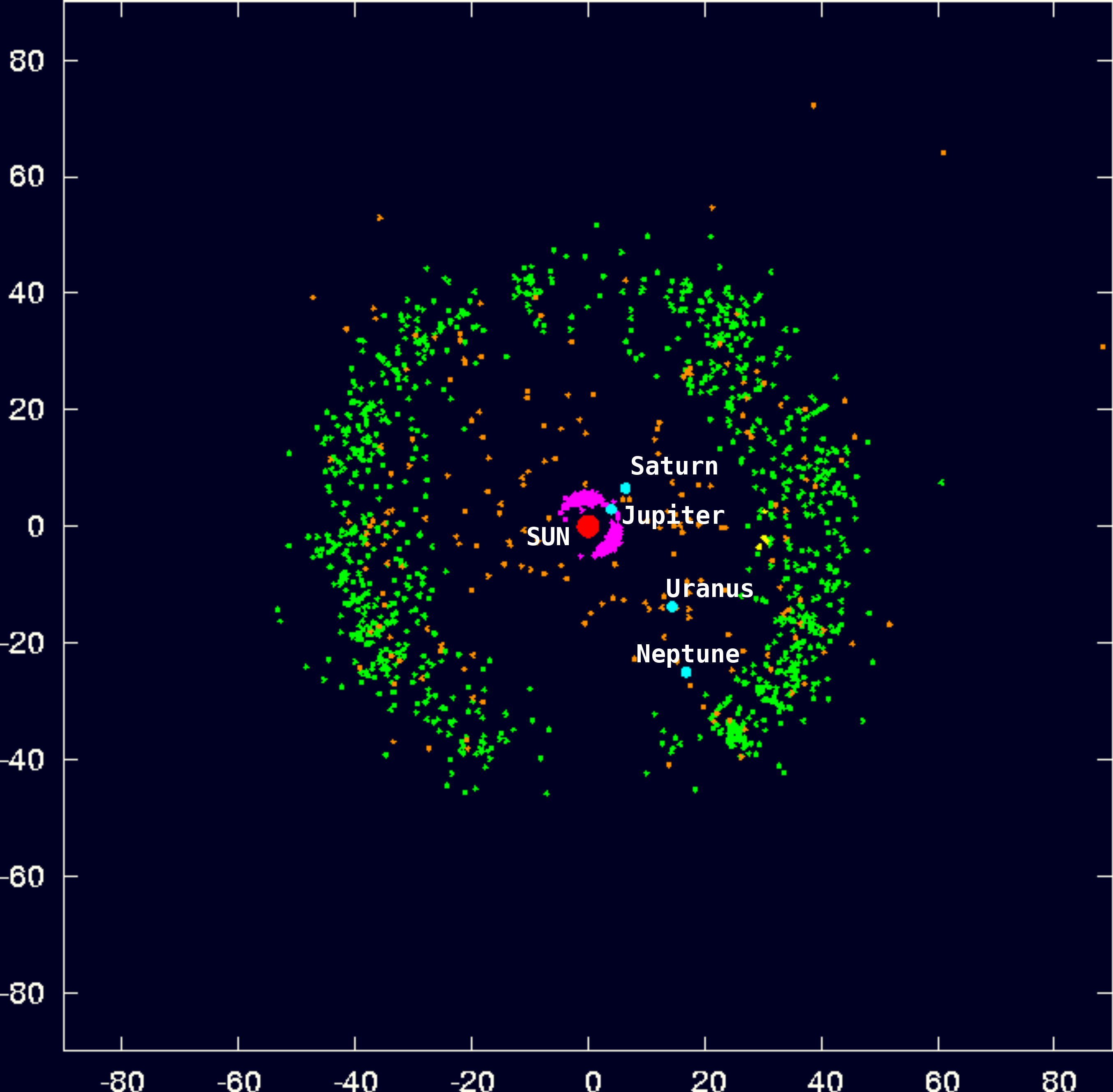
Obiecte cunoscute în partea exterioară a Sistemului Solar. Corpurile proprii ale centurii Kuiper sunt prezentate în verde, obiectele împrăștiate în portocaliu, cele patru planete exterioare în albastru, câțiva troieni celebri ai lui Neptun în galben și troienii lui Jupiter în roz.

Originea lui Pluto îi nedumerește de mult timp pe astronomi. Conform unei ipoteze timpurii Pluto era o lună scăpată a lui Neptun care a fost scoasă de pe orbită de cea mai mare lună actuală a lui Neptun, Triton. Această idee a fost în cele din urmă respinsă după ce studiile dinamice au arătat că este imposibil, deoarece Pluto nu se apropie niciodată de Neptun pe orbita sa.
Adevăratul loc a lui Pluto între corpurile Sistemului Solar a devenit mai clar după 1992, când astronomii au găsit treptat și alte corpuri transneptuniene mici care semănau cu Pluto nu numai pe orbită, ci și ca dimensiune și compoziție. Prin urmare, astronomii au ajuns la concluzia că Pluto este doar cel mai mare membru al așa-numitei  Centuri Kuiper, un inel relativ stabil format din corpuri care orbitează în jurul Soarelui la o distanță de 30 până la 50 de unități astronomice. În 2011, studiile centurii Kuiper până la magnitudinea 21 au fost aproape finalizate și este de așteaptat ca orice obiect de dimensiunea Pluto să se găsească dincolo de 100 AU  de Soare (15 miliarde km). Ca și alte corpuri din Centura Kuiper, Pluto are caracteristici comune cu cometele; de exemplu, vântul solar suflă treptat suprafața lui Pluto în spațiu. S-a susținut că, dacă Pluto ar fi plasat la fel de aproape de Soare ca Pământul, ar dezvolta o coadă, așa cum fac cometele. Această afirmație a fost contestată cu argumentul că viteza de evacuare a lui Pluto este prea mare pentru ca acest lucru să se întâmple. O altă teorie este că Pluto s-ar fi putut forma ca urmare a aglomerării a numeroase comete și obiecte din centura Kuiper.
Deși Pluto este cel mai mare obiect descoperit din centura Kuiper, luna lui Neptun, Triton, care este puțin mai mare decât Pluto, este similară cu acesta atât din punct de vedere geologic, cât și din punct de vedere atmosferic și se crede că este un obiect capturat din centura Kuiper.Planeta pitică Eris are aproximativ aceeași dimensiune cu Pluto (deși mai masivă), dar nu este considerată strict membru al populației centurii Kuiper. Mai degrabă, este considerată un membru al unei populații conectate numită discul împrăștiat.
Un număr mare de obiecte din centura Kuiper, cum ar fi Pluto, sunt într-o rezonanță orbitală 2:3 cu Neptun. Obiectele din centura Kuiper cu această rezonanță orbitală sunt numite „plutino”, după Pluto.
Ca și alți membri ai centurii Kuiper, se crede că Pluto este un planetezimal rezidual; o componentă a discului protoplanetar original din jurul Soarelui care nu a reușit să se unească pe deplin într-o planetă. Majoritatea astronomilor sunt de acord că Pluto își datorează poziția actuală unei migrații bruște suferite de Neptun la începutul formării Sistemului Solar.  Pe măsură ce Neptun a migrat în exterior, s-a apropiat de obiectele din centura proto-Kuiper, punând unul pe orbită în jurul său (Triton), blocând pe alții în rezonanțe și împingând pe alții în orbite haotice. Se crede că obiectele din discul împrăștiat, o regiune instabilă dinamic care se suprapune centurii Kuiper, au fost plasate în pozițiile lor actuale prin interacțiunile cu rezonanțe migratoare ale lui Neptun.
Un model computerizat creat în 2004 de Alessandro Morbidelli de la Observatoire de la Côte d'Azur din Nisa a sugerat că migrarea lui Neptun în centura Kuiper ar fi putut fi declanșată de formarea unei rezonanțe 1:2 între Jupiter și Saturn, care a creat o împingere gravitațională care a propulsat atât Uranus, cât și Neptun pe orbite mai înalte și le-a determinat să schimbe locurile, dublând în cele din urmă distanța lui Neptun față de Soare. Expulzarea rezultată a obiectelor din centura proto-Kuiper ar putea explica, de asemenea, Marele bombardament târziu, la 600 de milioane de ani de la formarea Sistemului Solar și de la originea troienilor lui Jupiter. Este posibil ca Pluto să fi avut o orbită aproape circulară la aproximativ 33 AU de Soare înainte ca migrația lui Neptun să-l perturbe într-o captură rezonantă. Modelul de la Nisa necesită ca în discul planetezimal original să existe aproximativ o mie de corpuri de mărimea lui Pluto, care includeau pe Triton și Eris.

## Observare și explorare
Distanța mare a lui Pluto de Pământ face dificilă studiul și explorarea sa aprofundată. La 14 iulie 2015, sonda spațială New Horizons a NASA a zburat prin sistemul plutonian, oferind multe informații despre acesta.

### Observare

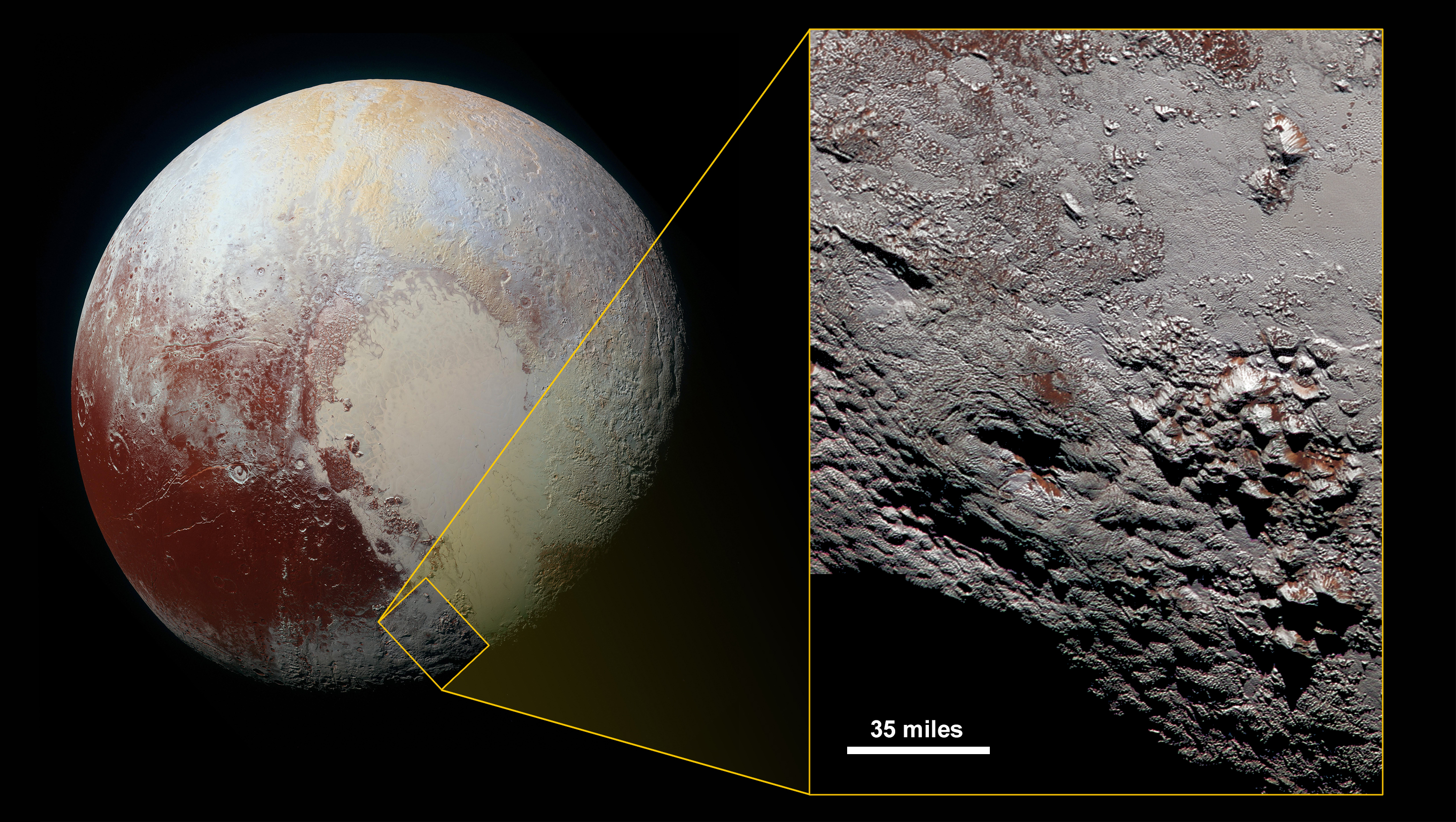
Muntele Wright

Magnitudinea aparentă a lui Pluto este în medie de 15,1, luminând la 13,65 la periheliu. Pentru a-l vedea, este necesar un telescop, cu o apertură de aproximativ 30 cm. Arată ca o stea și fără disc vizibil chiar și la telescoapele mari, deoarece diametrul său unghiular este de maxim 0,11".
Cele mai vechi hărți ale lui Pluto, realizate la sfârșitul anilor 1980, au fost create din observarea atentă a eclipselor satelitului său cel mai mare, Charon. S-au făcut observații cu privire la modificarea luminozității medii totale a sistemului Pluto-Charon în timpul eclipselor. De exemplu, eclipsarea unui punct luminos pe Pluto face o schimbare totală mai mare a luminozității decât eclipsarea unui punct întunecat. Procesarea computerizată a multor astfel de observații poate fi utilizată pentru a crea o hartă a luminozității. Această metodă poate urmări, de asemenea, modificările luminozității în timp.
Au fost produse hărți mai bune din imaginile realizate de Telescopul Spațial Hubble (HST), care a oferit o rezoluție mai mare și a arătat mult mai multe detalii, rezolvând variații de câteva sute de kilometri, inclusiv regiuni polare și puncte mari luminoase. Aceste hărți au fost produse prin procesare computerizată complexă, care găsește cele mai potrivite hărți proiectate pentru câțiva pixeli ai imaginilor Hubble. Acestea au rămas cele mai detaliate hărți ale lui Pluto până la zborul lui New Horizons în iulie 2015, deoarece cele două camere de pe HST utilizate pentru aceste hărți nu mai erau în funcțiune.

### Explorare

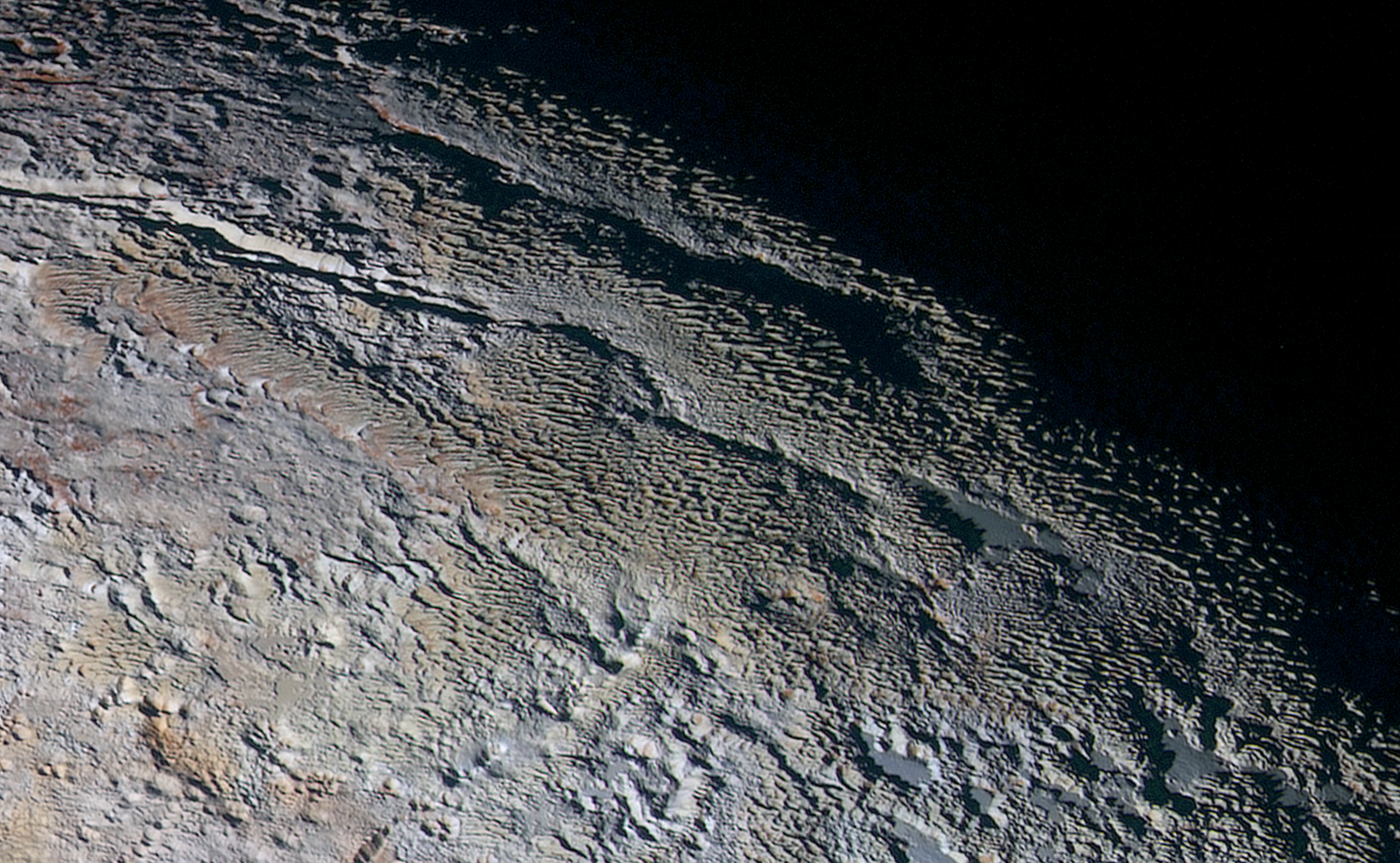
Modele de creste albastru-cenusii si material rosiatic observate în regiunea Tartarus Dorsa la 14 iulie 2015

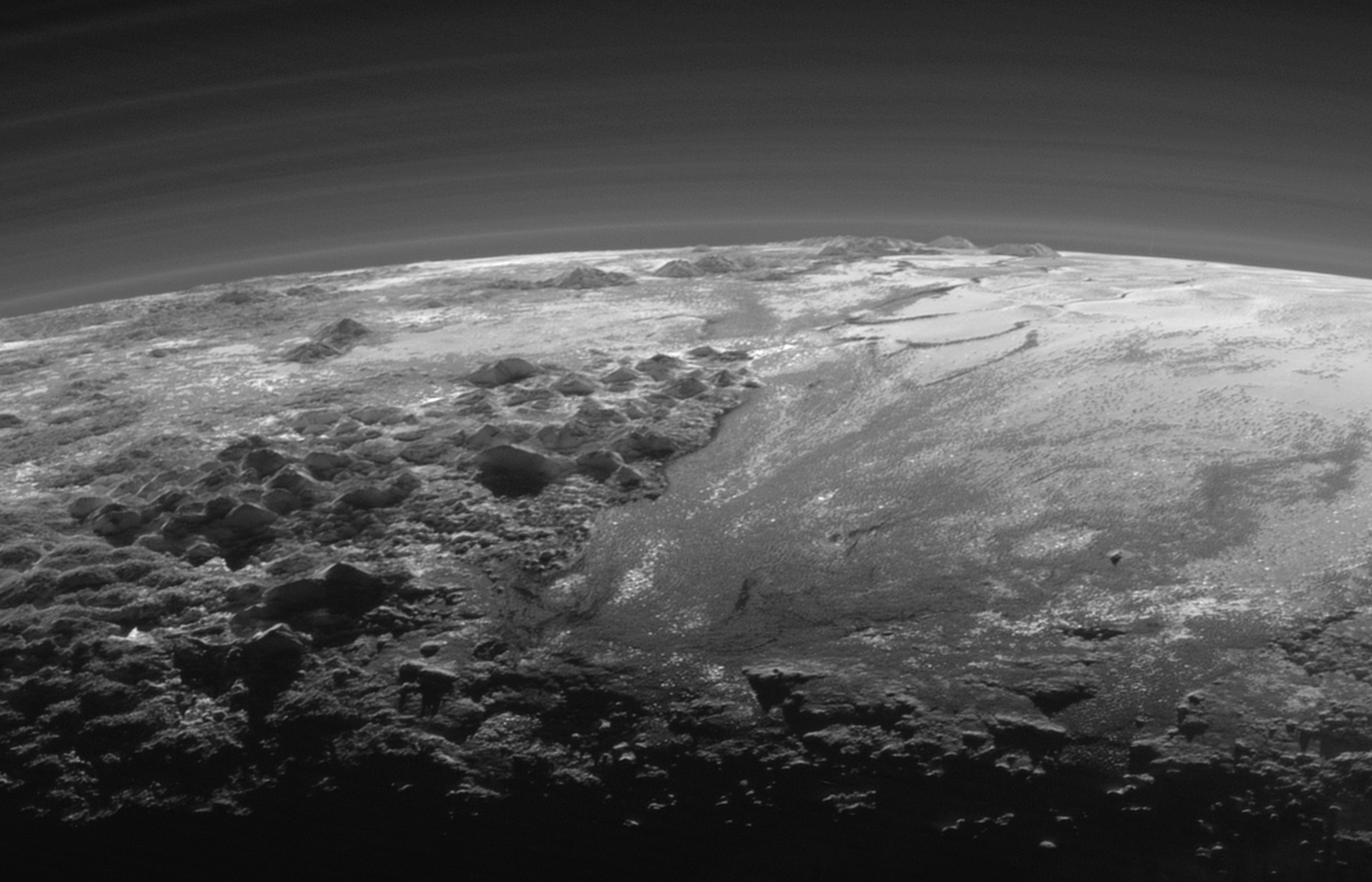
Apus de soare pe Pluto, fotografie realizată de New Horizons de la o distanță de 18.000 km.

Sonda spațială New Horizons, care a zburat pe lângă Pluto în iulie 2015, este prima și până acum singura încercare de a explora direct Pluto. Lansată în 2006, a captat primele imagini (la distanță) ale lui Pluto la sfârșitul lui septembrie 2006, în timpul unui test al instrumentului Long Range Reconnaissance Imager. Imaginile, luate de la o distanță de aproximativ 4,2 miliarde de kilometri, au confirmat capacitatea navei spațiale de a urmări ținte îndepărtate, esențiale pentru manevrarea către Pluto și alte obiecte din centura Kuiper. La începutul anului 2007, sonda a folosit asistență gravitațională de la Jupiter.
New Horizons s-a apropiat cel mai mult de Pluto la 14 iulie 2015, după o călătorie de 3.462 de zile prin Sistemul Solar. Observațiile științifice ale lui Pluto au început cu cinci luni înainte de această apropiere maximă și au continuat cel puțin o lună după întâlnire. Obiectivele științifice ale lui New Horizons au fost să caracterizeze geologia și morfologia globală a lui Pluto și a lunii sale Charon, să cartografieze compoziția suprafeței lor și să analizeze atmosfera neutră a lui Pluto și viteza de eliberare a acesteia. La 25 octombrie 2016, la ora 17:48 ET, ultimul bit de date (dintr-un total de 50 de miliarde de biți de date; sau 6,25 gigabytes) a fost primit de la New Horizons de la întâlnirea sa apropiată cu Pluto.
De la zborul lui New Horizons, oamenii de știință au pledat pentru o misiune orbitală care să se întoarcă pe Pluto pentru a îndeplini noi obiective științifice. Printre acestea se numără cartografierea suprafeței la 9,1 m per pixel, observații ale sateliților mai mici ai lui Pluto, observații despre cum se schimbă Pluto pe măsură ce se rotește pe axa sa, cercetări ale unui posibil ocean subteran și cartografierea topografică a regiunilor lui Pluto care sunt acoperite în întuneric pe termen lung datorită înclinării sale axiale. Ultimul obiectiv ar putea fi realizat folosind impulsuri laser pentru a genera o hartă topografică completă a lui Pluto. Investigatorul principal al New Horizons, Alan Stern, a pledat pentru un orbitator în stilul Cassini care să se lanseze în jurul anului 2030 (la 100 de ani de la descoperirea lui Pluto) și să folosească gravitația lui Charon pentru a-și ajusta orbita după cum este necesar pentru a îndeplini obiectivele științifice după sosirea în sistemul plutonian. Orbiterul ar putea apoi folosi gravitația lui Charon pentru a părăsi sistemul Pluto și să studieze mai multe obiecte din Centura Kuiper  după ce toate obiectivele științifice Pluto sunt finalizate.

### Emisfera sub-Charon
Regiunea ecuatorială a emisferei sub-Charon a lui Pluto a fost fotografiată doar la rezoluție scăzută, deoarece New Horizons a făcut cea mai mare apropiere de emisfera anti-Charon.

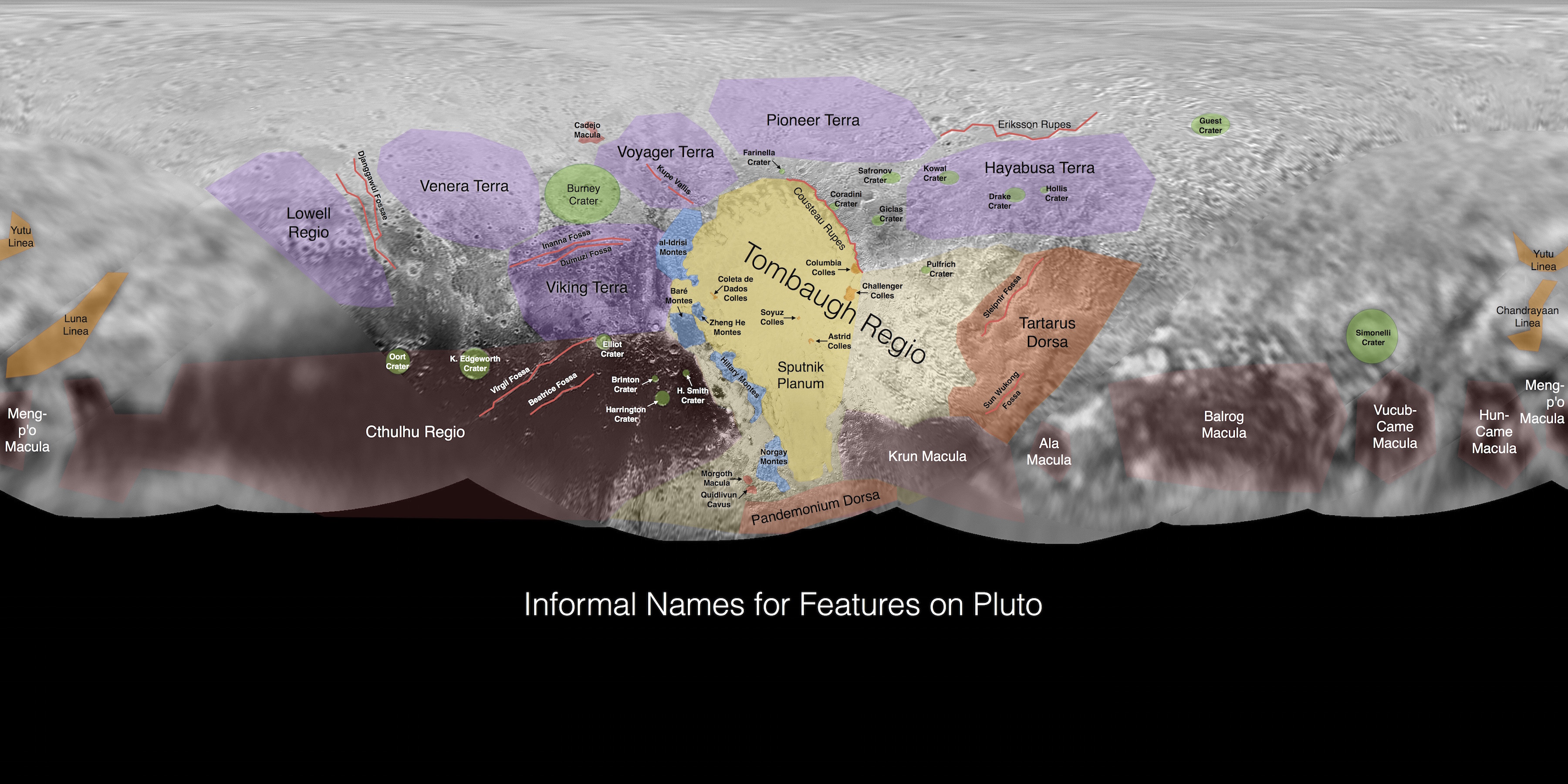
Porțiuni ale suprafeței lui Pluto cartografiate de New Horizons (adnotate)

### Emisfera sudică
New Horizons a fotografiat toată emisfera nordică a lui Pluto și regiunile ecuatoriale până la aproximativ 30° Sud. Latitudinile sudice mai înalte au fost doar observate, la rezoluție foarte scăzută, de pe Pământ. Imaginile telescopului spațial Hubble din 1996 acoperă 85% din Pluto și arată caracteristici mari de albedo până la aproximativ 75° Sud. Imaginile ulterioare au avut o rezoluție puțin mai bună, datorită îmbunătățirilor minore ale instrumentelor de pe Hubble.
Unele variații de albedo la latitudinile sudice superioare ar putea fi detectate de  New Horizons  folosind lumina reflectată de Charon. Regiunea polară sudică pare să fie mai întunecată decât regiunea polară nordică, dar există o regiune cu albedo ridicat în emisfera sudică care poate fi un depozit regional de gheață de azot sau metan.

## Statutul de planetă
Începând cu anul 1992 au fost descoperite multe corpuri care orbitează de același volum cu Pluto, arătând că Pluto face parte dintr-o populație de obiecte numită centura Kuiper. Acest lucru a făcut ca statutul său oficial de planetă să fie controversat, mulți întrebându-se dacă Pluto ar trebui luat în considerare împreună cu sau separat de populația din jur. Directorii muzeelor și planetariului au creat ocazional controverse omițând Pluto din modelele planetare ale Sistemului Solar. În februarie 2000, Planetariul Hayden din New York City a afișat un model al Sistemului Solar de doar opt planete, care a făcut titluri de ziare aproape un an mai târziu.
Ceres, Pallas, Juno și Vesta și-au pierdut statutul de planetă după descoperirea multor alți asteroizi. În mod similar, în regiunea centurii Kuiper au fost descoperite obiecte din ce în ce mai apropiate ca dimensiune de Pluto. La 29 iulie 2005, astronomii de la Caltech au anunțat descoperirea unui nou obiect trans-neptunian, Eris, care era substanțial mai masiv decât Pluto și cel mai masiv obiect descoperit în Sistemul Solar de la Triton în 1846. Descoperitorii lui și presa inițial au numit-o a zecea planetă, deși nu exista un consens oficial la acea vreme cu privire la numirea acesteia ca o planetă. Alții din comunitatea astronomică au considerat descoperirea cel mai puternic argument pentru reclasificarea lui Pluto ca planetă minoră.